# Templo Sengue Dzong
El Templo Sengue Dzong es un templo de budismo Vajrayāna (también conocido como budismo tibetano) ubicado en el departamento de Lavalleja en Uruguay, siendo el único templo de este tipo en América Latina.

## Historia
El templo comenzó a construirse en el año 2000 con donaciones de budistas de todo el mundo, que aportaron para comprar 600 hectáreas de tierra sobre la sierra de Minas, el lugar donde se erige el mismo, en la cima de un cerro a 400 m s. n. m., fue elegido por el Lama coreano Chagdud Tulku Rinpoche en una de sus visitas a Uruguay.

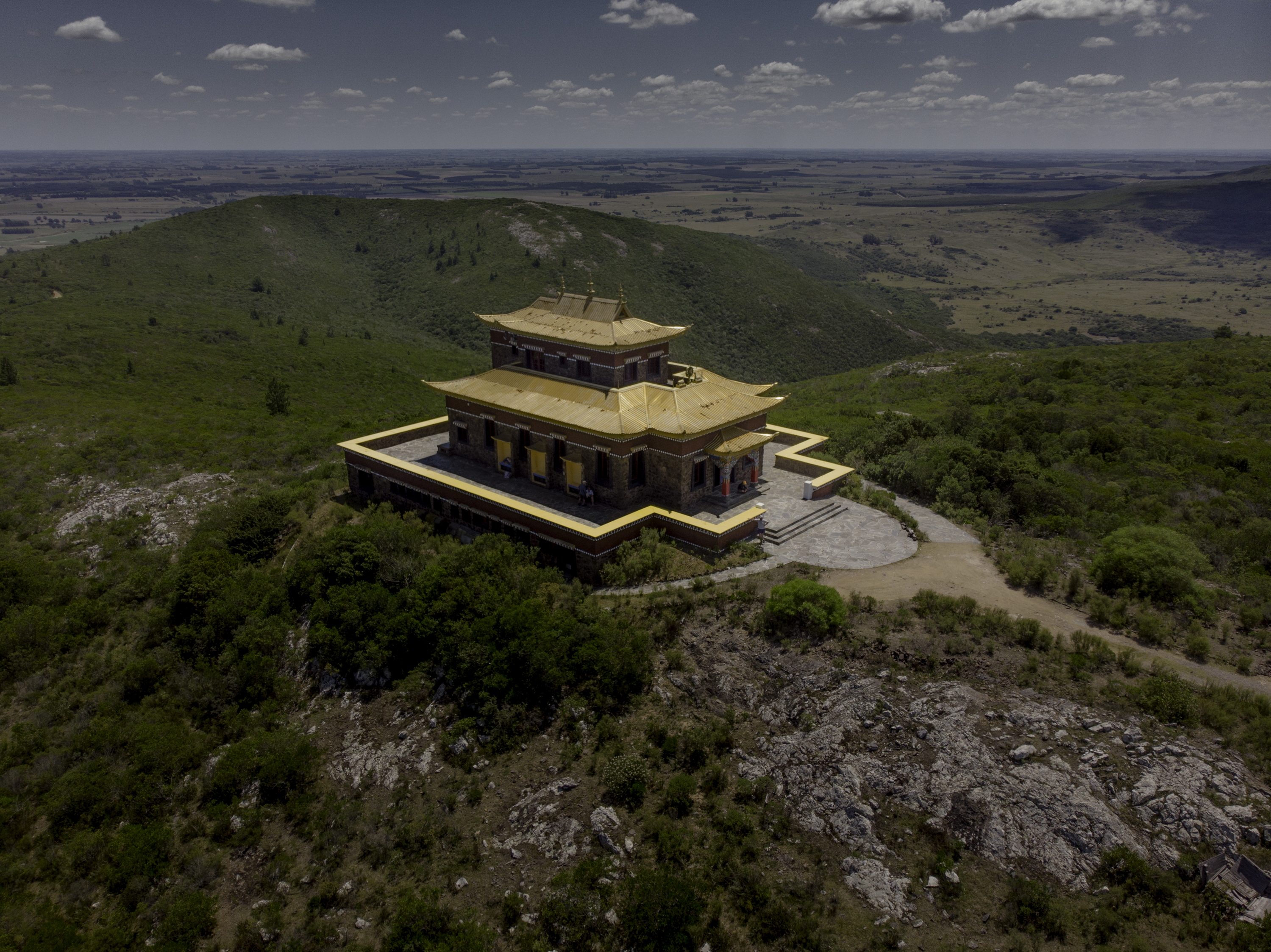
El templo está ubicado sobre una elevación prominente en la Sierra de las Ánimas.

## Características
El templo consta de seis niveles. En el primero se ubican los servicios (lavadero, planchado), y en el segundo la cocina, donde se preparan cuatro comidas diarias. En el tercer nivel se ubica el salón principal y dos pequeñas cocinas donde se elaboran el Sok y las Tormas, alimentos utilizados como ofrendas en las prácticas. Los dormitorios de los residentes se ubican un piso más arriba, con dos baños con piletas, duchas y retretes. También hay cuartos para los Goland, practicantes que deciden hacer un retiro de tres años, tres meses y tres semanas sin ver ni dejarse ver por nadie.
El apartamento del quinto piso cuenta con dos dormitorios, baño, cocina y estar, y está destinado a albergar al Lama residente que vivirá con su familia y un traductor (no hay Lamas que hablen español). Escaleras y un ascensor que comunica los pisos. Predominan los colores naranja, verde, azul y amarillo.